# Сергеев, Андрей Николаевич
Андрей Николаевич Сергеев (26 марта 1991, Симферополь, Крымская АССР, СССР) — российский хоккеист, защитник. Чемпион мира среди молодёжных команд 2011 года. Входит в топ-10 самых результативных защитников в истории КХЛ. Обладатель Кубка Гагарина 2025 года.

## Карьера
Воспитанник нижнекамского «Нефтехимика», в составе которого начал выступать за его молодёжную команду с 2007 года. Сезон 2008/2009 провёл в составе лениногорского «Нефтяника». В том же сезоне был вызван в состав Юниорской сборной России, на Чемпионат мира среди юниорских команд 2009. Вместе со сборной завоевал серебряные медали первенства.
В сезоне 2009/2010 дебютировал за «Нефтехимик» в КХЛ 14 сентября 2009 года в домашнем матче против «Спартака». В сезоне эта игра стала единственной для Сергеева в КХЛ. Большую часть времени он провёл в составе «Ариады» из Волжска, а также в клубе Молодёжной хоккейной лиги — «Реактор».
Сезон 2010/2011 Сергеев начал в составе родного «Нефтехимика», продолжил стабильно выступать на молодёжном уровне за «Реактор», однако, в феврале 2011 года перешёл в систему ЦСКА. В составе «армейцев» дебютировал 16 февраля и забросил свою первую шайбу в КХЛ. Закрепился в составе молодёжной команды «армейцев» — «Красная Армия». В этом же сезоне был вызван в состав Молодёжной сборной России на чемпионат мира. Вместе со сборной завоевал золотые медали первенства. Затем выиграл золото Универсиады, а 22 апреля в составе «Красной Армии» стал обладателем Кубка Харламова.
Сезон 2011/2012 стабильно провёл в основной команде ЦСКА. Был признан лучшим новичком месяца в сентябре.
Сезон 2012/2013 также провёл в ЦСКА, однако, концовку сезона провёл в хабаровском «Амуре» в результате обмена на Игоря Ожиганова.
В сезоне 2013/2014, 2 мая 2013 года, вернулся в стан «армейцев». Однако, уже 7 мая в результате обмена на канадского защитника Шона Моррисона и право выбора во втором раунде Драфта юниоров КХЛ 2013 перешёл в систему московского «Спартака».
В июне 2014 года вошёл в состав группы из 16 игроков, приобретённых у находящегося на грани расформирования «Спартака» петербургским СКА, но регулярный чемпионат сезона 2014/2015 провёл в команде «Югра» (Ханты-Мансийск), откуда в 2015 году транзитом через СКА перешёл в нижнекамский «Нефтехимик».
Весной 2022 года подписал двухлетний контракт с ХК «Локомотив». 21 октября 2024 года провёл свой 700-й матч в регулярных сезонах КХЛ.
Весной 2025 года вместе с ярославским «Локомотивом» выиграл свой первый Кубок Гагарина. 

## Достижения
- Серебряный призёр Чемпионата мира по хоккею среди юниоров 2009
- Чемпион мира среди молодёжных команд 2011 года
- Чемпион зимней Универсиады 2011 года
- Обладатель Кубка Харламова 2011
- Обладатель Кубка мира среди молодёжных клубных команд 2011; признан лучшим защитником турнира[10]
- Обладатель Кубка Гагарина 2025 года